# مارک فن بومل
مارک فن بومل (به هلندی: Mark van Bommel) (زاده ۲۲ آوریل ۱۹۷۷) بازیکن سابق و مربی فوتبال اهل هلند می‌باشد.

## تیم ملی
وی سابقه بازی در تیم‌های آیندهوون و بارسلونا، بایرن مونیخ و میلان را دارد.
فن بومل سابقه حضور در فینال جام جهانی را به همراه تیم ملی فوتبال هلند را دارد. همچنین وی ۷۹ بازی و ۱۰ گل ملی و سابقه بازی در جام‌های جهانی ۲۰۰۶ و ۲۰۱۰ را در کارنامه دارد.

## گل‌های ملی
| #   | تاریخ          | ورزشگاه                                  | حریف        | گل  | نتیجه | مسابقه      |
| --- | -------------- | ---------------------------------------- | ----------- | --- | ----- | ----------- |
| ۱.  | ۱۴ مارس ۲۰۰۱   | مینی استادی، بارسلون، اسپانیا            | آندورا      | ۰–۵ | ۰–۵   | ۲۰۰۲ WCQ    |
| ۲.  | ۱۵ اوت ۲۰۰۱    | ورزشگاه وایت هارت لن، لندن، انگلستان     | انگلستان    | ۰–۱ | ۰–۲   | دوستانه     |
| ۳.  | ۵ سپتامبر ۲۰۰۱ | ورزشگاه فیلیپس، آیندهوون، هلند           | استونی      | ۲–۰ | ۵–۰   | ۲۰۰۲ WCQ    |
| ۴.  | ۵ سپتامبر ۲۰۰۱ | ورزشگاه فیلیپس، آیندهوون، هلند           | استونی      | ۴–۰ | ۵–۰   | ۲۰۰۲ WCQ    |
| ۵.  | ۲ آوریل ۲۰۰۳   | ورزشگاه شریف، تیراسپول، مولداوی          | مولدووا     | ۱–۲ | ۱–۲   | Euro 2004 Q |
| ۶.  | ۱۸ اوت ۲۰۰۴    | ورزشگاه راسوندا، سولنا، سوئد             | سوئد        | ۱–۲ | ۲–۲   | دوستانه     |
| ۷.  | ۳ سپتامبر ۲۰۰۴ | ورزشگاه گالگنوارد، اوترخت، هلند          | لیختن‌اشتاین | ۱–۰ | ۳–۰   | دوستانه     |
| ۸.  | ۱۵ اکتبر ۲۰۰۸  | ورزشگاه اولوی، اسلو، نروژ                | نروژ        | ۰–۱ | ۰–۱   | ۲۰۱۰ WCQ    |
| ۹.  | ۶ ژوئن ۲۰۰۹    | ورزشگاه لاوگاردالسولار، ریکیاویک، ایسلند | ایسلند      | ۰–۲ | ۱–۲   | ۲۰۱۰ WCQ    |
| ۱۰. | ۵ ژوئن ۲۰۱۰    | ورزشگاه آمستردام آرنا، آمستردام، هلند    | مجارستان    | ۴–۱ | ۶–۱   | دوستانه     |